# Spilogona albiarenosa
Spilogona albiarenosa är en tvåvingeart som beskrevs av Xue och Wang 1989. Spilogona albiarenosa ingår i släktet Spilogona och familjen husflugor. Inga underarter finns listade i Catalogue of Life.